# Monte Colbert
Il Monte Colbert (in lingua inglese: Mount Colbert) è una montagna antartica che si innalza fino a circa 2.580 m, situata 3 km a est del  Monte Borcik e 2 km a sud-sudovest del Monte Stump. È posizionato nella parte sudorientale delle Hays Mountains, catena montuosa che fa parte dei Monti della Regina Maud, in Antartide. 
La denominazione è stata assegnata dall'Advisory Committee on Antarctic Names (US-ACAN) assieme a quella del Monte Stump, in onore del geologo Philip V. Colbert dell'Arizona State University, coordinatore logistico e collaboratore di Edmund Stump nel corso di sei spedizioni dell'United States Antarctic Research Program (USARP) nei Monti Transantartici nel periodo compreso tra il 1970-71 e 1981-82, inclusa l'area di questo monte.